# Francisco Antonio de Guerrero y Torres

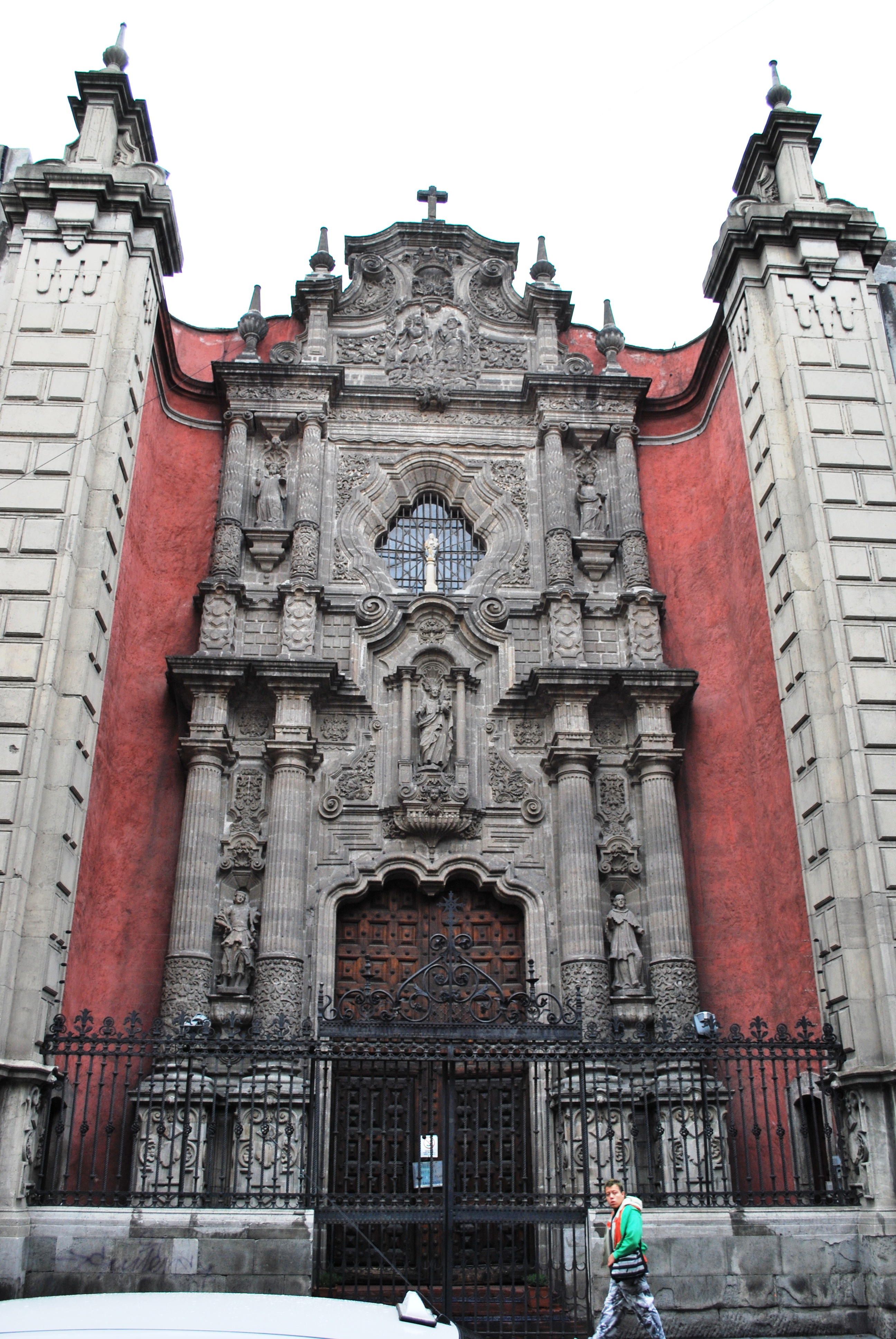
Templo de La Enseñanza

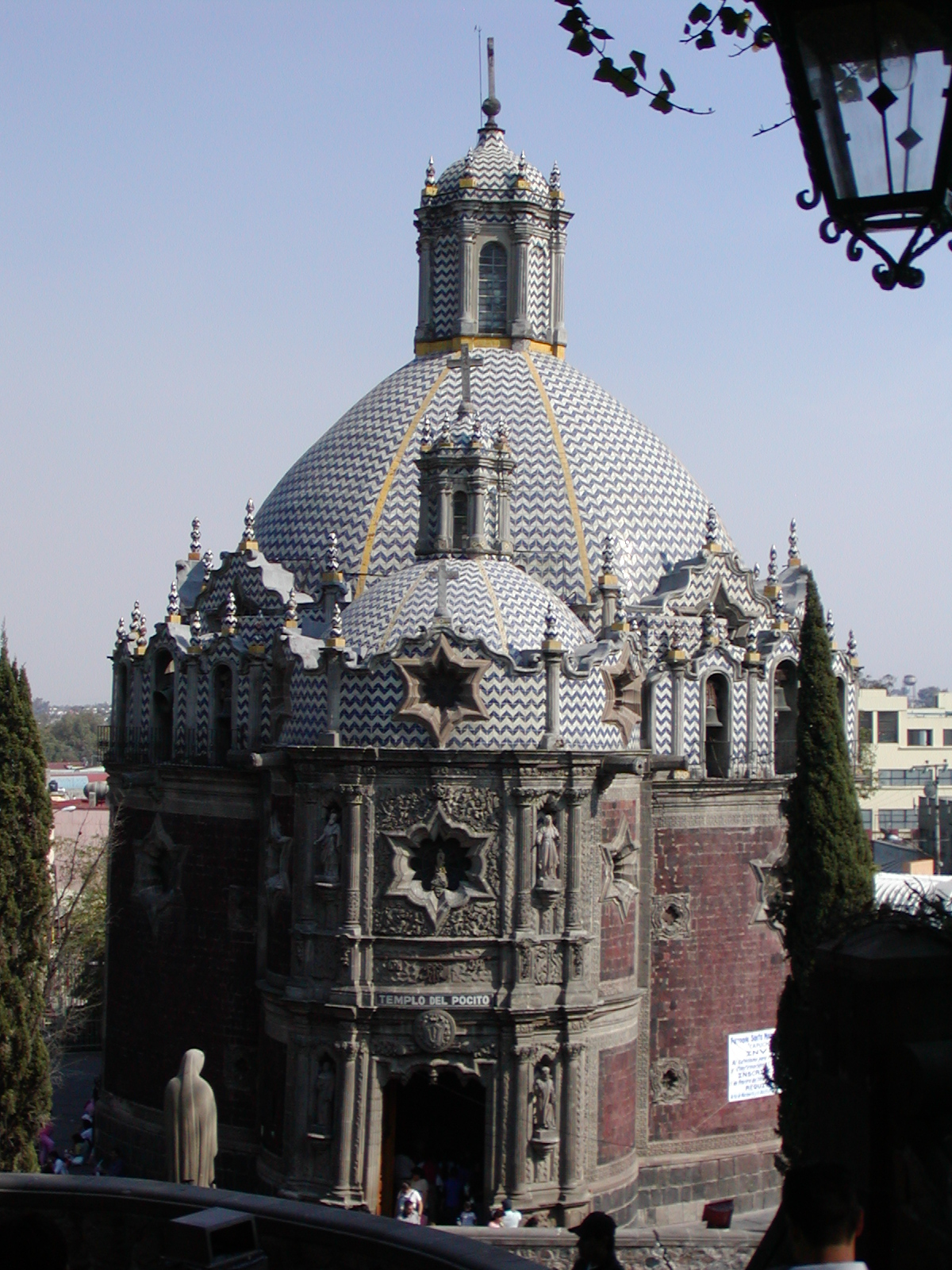
Capilla del Pocito

Francisco Antonio Guerrero y Torres (Villa de Guadalupe, 1727–Ciudad de México, 20 de diciembre de 1792), arquitecto barroco mexicano. Fue el más notable cultivador del estilo dieciochesco en la capital de la Nueva España, traduciendo el rococó galante a un lenguaje mexicano.

## Biografía
Fue aprendiz de Lorenzo Rodríguez. Participó, en 1753, en obras de construcción del Santuario de Nuestra Señora de Guadalupe, sin embargo, en ese proyecto el arquitecto principal fue Pedro de Arrieta.
Construyó el Palacio de los Condes de San Mateo de Valparaíso, entre el 5 de diciembre de 1769 y el 9 de mayo de 1772. El edificio, de acuerdo con los deseos del conde, fue erigido dentro del más puro estilo mexicano y se utilizó cantera de chiluca para los elementos estructurales, tezontle para la ornamentación de la fachada y, finalmente, detalles de azulejos de talavera poblana.
Entre 1779 y 1785, también en un solar ocupado por una casa-fortaleza del siglo XVI, construyó un nuevo palacio para la marquesa del Jaral de Berrio, hija única de la condesa de San Mateo de Valparaíso. Este palacio consta de dos torretas esquineras (las casas solían tener sólo una, y ello ya era bastante ostentación de poder). El palacio es hoy conocido como Palacio de Iturbide.
Construyó también la Capilla del Pocito, en la Villa de Nuestra Señora de Guadalupe, como un ex-voto, pues no cobró por su edificación, ni cobraron tampoco los constructores y albañiles, siendo los materiales obtenidos gracias a las donaciones del pueblo y del obispo. Esta capilla está construida en el llamado estilo "barroco de transición", pues contiene elementos del barroco tardío (ultrabarroco) entremezclados con elementos del incipiente estilo neoclásico.
Doña María Ignacia de Azlor y Echeverz, hija del marqués de Aguayo y superiora de un colegio de niñas, le encargó la construcción del Templo de la Enseñanza. El arco con el que termina el sotocoro (un arco degenerado en tres arcos) recuerda aquel que se yergue en el arranque de la escalera del palacio de los Condes de Santiago Calimaya. Además, la planta de La Enseñanza recuerda la de la Capilla del Pocito. Empero, no existen los planos de Guerrero y Torres, pero sí los de las modificaciones que le hiciera Ignacio Castera, quien se desenvolvió más bien en un lenguaje neoclásico. Acaso Castera construyó el convento, más no el templo. En todo caso, la obra no se realizó sino hasta 1795, tres años después de muerto Guerrero y Torres.
Es en buena medida gracias a sus obras que la Ciudad de México es llamada "la ciudad de los palacios". Esta frase se suele atribuir al barón de Humboldt, pero fue pronunciada por el viajero inglés Charles La Trobe.
Falleció en la Ciudad de México, el 20 de diciembre de 1792, siendo sepultado en el convento de San Hipólito.

## Obras
Sus obras más notables, todas en la ciudad de México, son:
- Palacio de los Condes de San Mateo de Valparaíso (1769–1772), (calle de Isabel la Católica, esquina con Venustiano Carranza)
- Palacio de los marqueses del Jaral de Berrio (1769-1779) con Agustín Durán(calle de Madero)
- Palacio de los condes de Santiago Calimaya (1777-1781)[6] ("Museo de la Ciudad de México", en la calle de Pino Suárez)
- La Casa del Dr. Manuel de la Borda (1785 a 1790) (calle de Madero y Bolívar)
- Casas del Mayorazgo de Guerrero Dávila (1779-1781) (calle de Moneda, en las dos esquinas con El Carmen)
- Garita de Peralvillo o aduana del pulque (avenida Peralvillo, esquina con Reforma) -atribuida-
- Capilla del Pocito, en la Villa de Nuestra Señora de Guadalupe
- Iglesia dedicada a Nuestra Señora del Pilar, conocida como La Enseñanza (calle de Donceles, no. 102) -atribuida-
- Casas del Marquesado del valle de Oaxaca (1772) con José Joaquín García de Torres y Lorenzo Rodríguez[7]
- Templo de Santa Inés[6] (1785-1790)